# Danny Everett
Pour les articles homonymes, voir Everett.
Danny Everett, né le 1er novembre 1966 à Van Alstyne, Texas, États-Unis, est un ancien athlète américain.

## Palmarès

### Jeux olympiques
- Jeux olympiques d'été de 1988 à Séoul,  Corée du Sud
  -  Médaille d'or en relais 4 × 400 m
  -  Médaille de bronze sur 400 m

### Championnats du monde
- Championnats du monde d'athlétisme 1987 à Rome,  Italie
  -  Médaille d'or en relais 4 × 400 m
- Championnats du monde d'athlétisme 1991 à Tokyo,  Japon
  -  Médaille d'argent en relais 4 × 400 m
  -  Médaille de bronze sur 400 m

Enfin, il fait partie du relais américain du 4 x 400 m, champion du monde en salle en 3'04"20, en 1993 à Toronto (Canada).

## Records personnels
- 400 mètres : 43 s 81 le 26 juin 1992 à La Nouvelle-Orléans en Louisiane